# Ruderverein Bochum von 1920
Der Ruderverein Bochum von 1920 wurde am 11. August 1920 gegründet und ist somit der älteste Wassersportverein in Bochum.
11 Monate nach Gründung des Vereins und einen Monat nach Bauzeit wurde das Bootshaus am 10. Juli eingeweiht. Das Bootshaus des Rudervereins Bochum befindet sich im Wittener Ortsteil Gedern. Gerudert wird auf der durch das Wasserkraftwerk Hohenstein angestauten Ruhr unterhalb des Berger-Denkmals. 1922 wurde der Verein Mitglied im Deutschen Ruderverband und richtete am 8. Oktober 1922 die erste Bochumer Herbstregatta aus. Ab dem Jahr 1929 wurde dann eine gemeinsame Bochum-Wittener Herbstregatta ausgerichtet. Die 1932 gegründete Frauenabteilung konnte 1936 ihren ersten Sieg im Stilrudern gewinnen. 1938 wurde das Bootshaus erweitert, jedoch wurde es bereits 1943 durch die Möhnekatastrophe wieder zerstört.
Ab 1963 wurden die ersten Kinderregatten für Jungen und Mädchen veranstaltet. 1967 wurde das Bootshaus erneut erweitert und um eine Bootshalle, deren Dach gleichzeitig als Terrasse und Regattatribüne genutzt wird, ergänzt. Zum 50. Geburtstag richtete der Verein den Deutschen Rudertag in Bochum am 4. und 5. April 1970 aus. Ein Jahr später wurde die Segelabteilung gegründet, die ihr Bootshaus am Kemnader See hat. Im Jahr 1983 durfte der RV Bochum zum ersten Mal gemeinsam mit dem Ruder-Club Witten den Landesentscheid für Jungen und Mädchen ausrichten. Ab 1998 fand der Landesentscheid 10 Jahre lang jährlich in Bochum-Witten statt. Im Jahr 2002 wurde erstmals der Ruhr-Sprint auf der Ruhr unterhalb des Berger-Denkmals veranstaltet.
Der Verein brachte zahlreiche Teilnehmer an Ruder-Weltmeisterschaften und Olympischen Spielen hervor, darunter Martin Müller-Falcke, Andreas Bech und Josephine Wartenberg.